# Програмабилно логичко поље
Програмабилно логичко поље (ПЛА) је врста програмабилног логичког уређаја који се користи за имплементацију комбинационих логичких кола. ПЛА има скуп праграмабилних И врата равни, која су повезана са скупом програмабилних ИЛИ врата равни, који се тада могу условно допунити да би дали излаз. Овај слој омогућава да велики број логичких функција буде спојен у суму производа (а понекад у производ сума) каноничног облика.
ПЛА-ови се разликују од урeђаја са програмабилном логиком поља (ПАЛ и ГАЛ) у томе да су обе, И и ИЛИ врата равни програмабилне.

## Историја
Тексас инструментс 1970. године је развио маскирно програмабилно интегрисано коло засновано на IBM-овој "асоцијативној меморији само за читање" односно ROAM (енгл. Read-Only Associative Memory). Овај уређај, TMS2000, програмиран је изменом металног слоја током производње интегрисаног кола. TMS2000 имао је до 17 улаза и 18 излаза са 8 ЈК флип флопа за меморију. Тексас инструментс је сковао израз "програмабилно логичко поље" за овај уређај.

## Процедуре имплементације
1. Припремите таблицу истинитости.
2. Напишите Булов израз у СОП (сума производа) форми.
3. Направите минималну СОП форму да би се смањио број израза производа на минимум.
4. Одредите улазну везу АНД матрице за генерисање одређеног израза производа.
5. Одредите улазну везу (конјекцију) ИЛИ матрице да генерише израз збира.
6. Одредите конекцију инвертоване матрице.
7. Програмирајте ПЛА.

ПЛА блок дијаграм:
| 1. Блок      | 2. Блок   | 3. Блок     | 4. Блок                           | 5. Блок                 |
| ------------ | --------- | ----------- | --------------------------------- | ----------------------- |
| Улазни бафер | И матрица | ИЛИ матрица | Инвертована/неинвертована матрица | Флип флоп излазни бафер |

## Зашто ПЛА а не меморија само за читање
Комбинационо коло комбинационе логике може повремено да се нађе у условима слабе пажње. Када се спроводи са меморијом само читање, услови непажње постају адреса улаза да се никада не би десили. Речи на адреси непажње не мора да се програмирају и могу остати у оригиналном стању (све је 0 или све је 1). Резултат је да сви битни обрасци нису доступни у меморији само за читање која се користи, што се може посматрати као губљење доступних компоненти.

## Примена
Једна примена ПЛА је да спроведе контролу над датапатх. Он дефинише различита стања у сету инструкција, и производи следеће стање (помоћу условног гранања). [нпр ако је машина у стању 2, ићи ће у стање 4, ако садржи упутства за непосредно поље; онда ПЛА треба да дефинише поступке контроле у стању 2, поставиће да следеће стање буде 4, ако садржи упутства за непосредно поље, и дефинисаће поступке контроле у стању 4]. Програмабилно логичко поље треба да одговара дијаграму стања за систем.
Други често коришћени програмабилни логички уређаји су PAL, CPLD и FPGA. Имајте на уму да реч „програмабилно“ не сугерише да су сви ПЛА-ови теренски програмабилни; у ствари многи ПЛА су маскирно програмабилни током производње на исти начин као "Mask ROM". Ово је нарочито истинито за ПЛА који се уграђује у комплекснија и бројнија интегрисана кола, као што су микропроцесори. ПЛА који може бити програмиран после изласка из фабрике се зове FPGA (Field-programmable gate array Локално програмабилна матрица логичких поља), или ређе FPLA (Field-programmable logic array).
Кућни рачунар Комодоре 64 који је пуштен у продају 1982 користио је "906114-01 PLA"за обраду сигнала система.